# 野上町 (青梅市)
野上町（のがみちょう）とは、東京都青梅市にある地名。現行行政地名は野上町一丁目から野上町四丁目。郵便番号は198-0032。

## 概要
市域東部に位置し、河辺町の河辺駅から続く商業地や住宅地が多く存在する。

## 地理
霞川付近を境に北側は低く、南側は高台になっている。

## 歴史
「霞村の歴史」を参照。
- 1889年（明治22年）4月1日 - 町村制施行により、大門村、野上村、吹上村、塩船村、谷野村、木野下村、今寺村、根ヶ布村、師岡村、新町村、今井村、藤橋村が合併し神奈川県西多摩郡霞村が成立する。野上村は大字野上となる。
- 1893年（明治26年）4月1日 - 西多摩郡が南多摩郡、北多摩郡とともに東京府へ編入する。
- 1943年（昭和18年）7月1日 - 東京都制施行。
- 1951年（昭和26年）4月1日 - 青梅町、調布村との合併により青梅市が発足。霞村は消滅。大字野上は霞地区（後に大門地区）に属する。
- 1971年（昭和46年）11月 - 青梅警察署が青梅より移転[5]。
- 1972年（昭和47年）6月 - 「霞台地区区画整理事業」に伴い、師岡・野上・河辺・大門・新町の一部を整理し、野上町一丁目・二丁目・三丁目・四丁目として編成[6]。
- 2001年 - 西東京農業協同組合設立・本店開業

## 世帯数と人口
2021年（令和3年）3月1日現在の世帯数と人口は以下の通りである。
| 町丁         | 世帯数    | 人口    |
| ------------ | --------- | ------- |
| 野上町一丁目 | 344世帯   | 790人   |
| 野上町二丁目 | 630世帯   | 1,331人 |
| 野上町三丁目 | 1,563世帯 | 2,870人 |
| 野上町四丁目 | 795世帯   | 1,553人 |
| 計           | 3,332世帯 | 6,544人 |

## 小・中学校の学区
市立小・中学校に通う場合、学区は以下の通りとなる。
| 町名         | 番地     | 小学校             | 中学校             |
| ------------ | -------- | ------------------ | ------------------ |
| 野上町一丁目 | 37番地   | 青梅市立吹上小学校 | 青梅市立吹上中学校 |
| 野上町一丁目 | 上記以外 | 青梅市立第三小学校 | 青梅市立第三中学校 |
| 野上町二丁目 | 全域     | 青梅市立第三小学校 | 青梅市立第三中学校 |
| 野上町三丁目 | 全域     | 青梅市立霞台小学校 | 青梅市立泉中学校   |
| 野上町四丁目 | 全域     | 青梅市立霞台小学校 | 青梅市立泉中学校   |

## 施設など
全域
- 青梅市消防団分団[8]
  - 第八分団 - 東青梅・大門地区

野上町一丁目
- 野上児童遊園
- 春日神社
- 白山神社
- 野上大國神社

野上町二丁目
- 霞共益会館
- 西東京農業協同組合本店
- オザム野上店
- ファッションセンターしまむら野上店
- セブン-イレブン青梅野上2丁目店
- ローソン青梅野上町店
- 鳥井戸公園
- 野上2丁目運動広場

野上町三丁目
- かすみ台第二保育園
- AOKI青梅店
- 業務スーパー青梅店
- ファミリーマート青梅野上店
- マクドナルド河辺店
- ケンタッキーフライドチキン河辺店
- 幸楽苑青梅店
- サンドラッグ河辺店

野上町四丁目
- 警視庁青梅警察署
- 古井戸公園
- アイザワ証券（青梅支店） - 旧・多摩證券（住江町より移転）[9]
- キャンドゥ河辺店
- とんでん青梅河辺店

## 交通
都営バス・西武バス・西東京バスのバス路線がある。JR青梅線・青梅駅、西武新宿拝島線・花小金井駅・小平駅・東大和市駅（都営）西武池袋線・飯能駅（西武）小作駅・西東京工業団地（西東京）へのアクセスも容易である。